# スズキ・スカイウェイブ
スカイウェイブ（SKYWAVE）は、スズキがかつて製造・販売していたスクータータイプのオートバイである。排気量は250 cc、400 cc、650 ccの3種類であった。
なおスカイウェイブの日本国外向け仕様車および、日本向け仕様車のスクーター『バーグマン』（BURGMAN）については「スズキ・バーグマン」の項目も参照。

## SKYWAVE 250 / 400

### 第一世代（CJ41A / CJ42A / CK41A / CK42A）

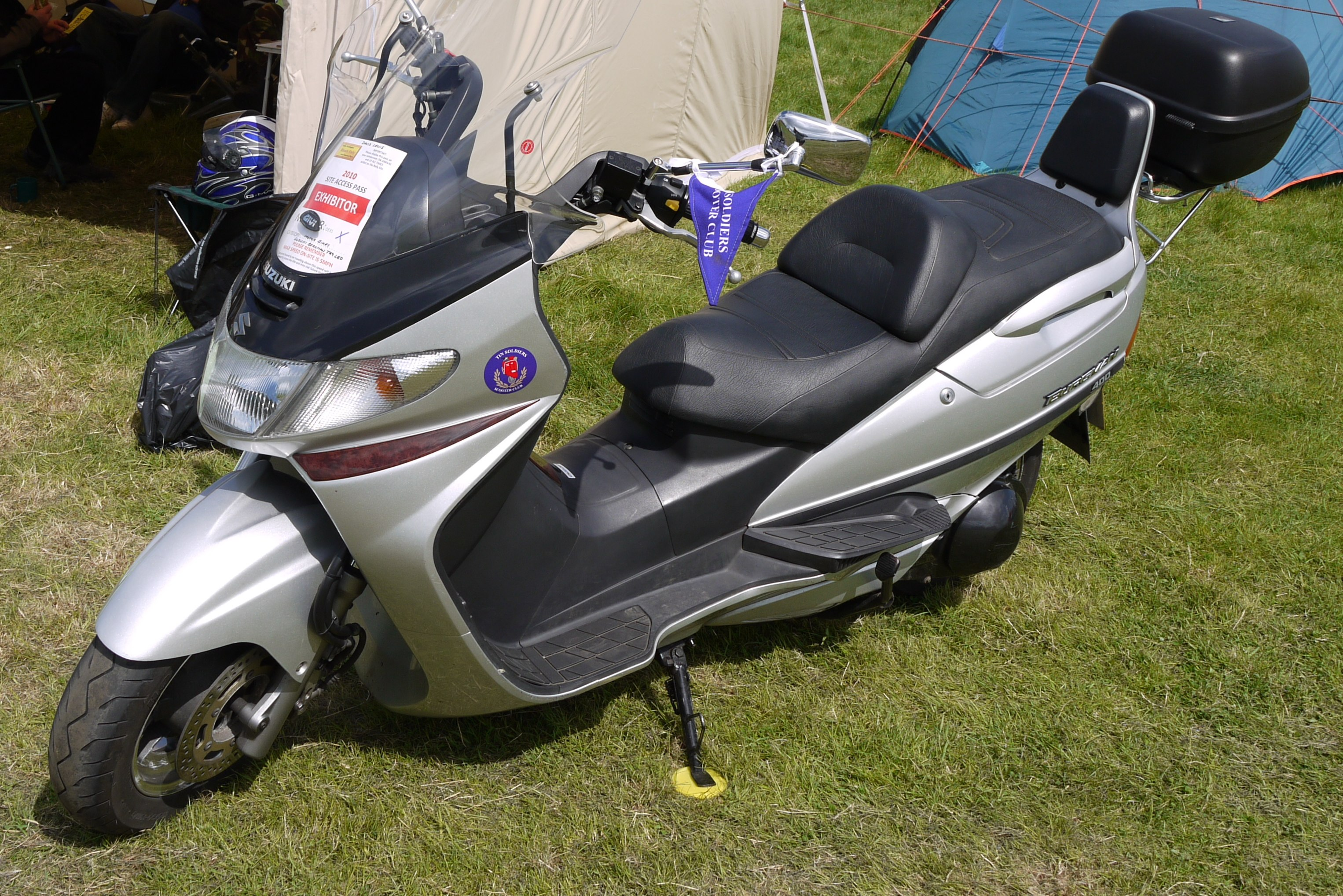
BURGMAN400（CK41Aの日本国外仕様）

1998年スズキ初のビッグスクーターとして発売。折からのスクーターブームに乗って予想外のヒット車種となり、基本設計を共通とするスカイウェイブ400も同年10月に追加発売された。4バルブの水冷単気筒エンジンを搭載し、ユニットスイングながらもリンク式モノショックにした上、前後13インチホイールを採用するなど、走行性能にて他社と差別化を図った。
2000年にCJ42A/CK42A型へのマイナーチェンジを実施。スクリーン形状の変更や、シート下収納スペースにヘルメット２つを収納可能とするなど、利便性を高めた。
2001年に「タイプS」を追加発売。カスタムブームによる市場からの要望に応え、メッキバーハンドルやショートスクリーンなどを採用した。

### 第二世代（CJ43A / CK43A）

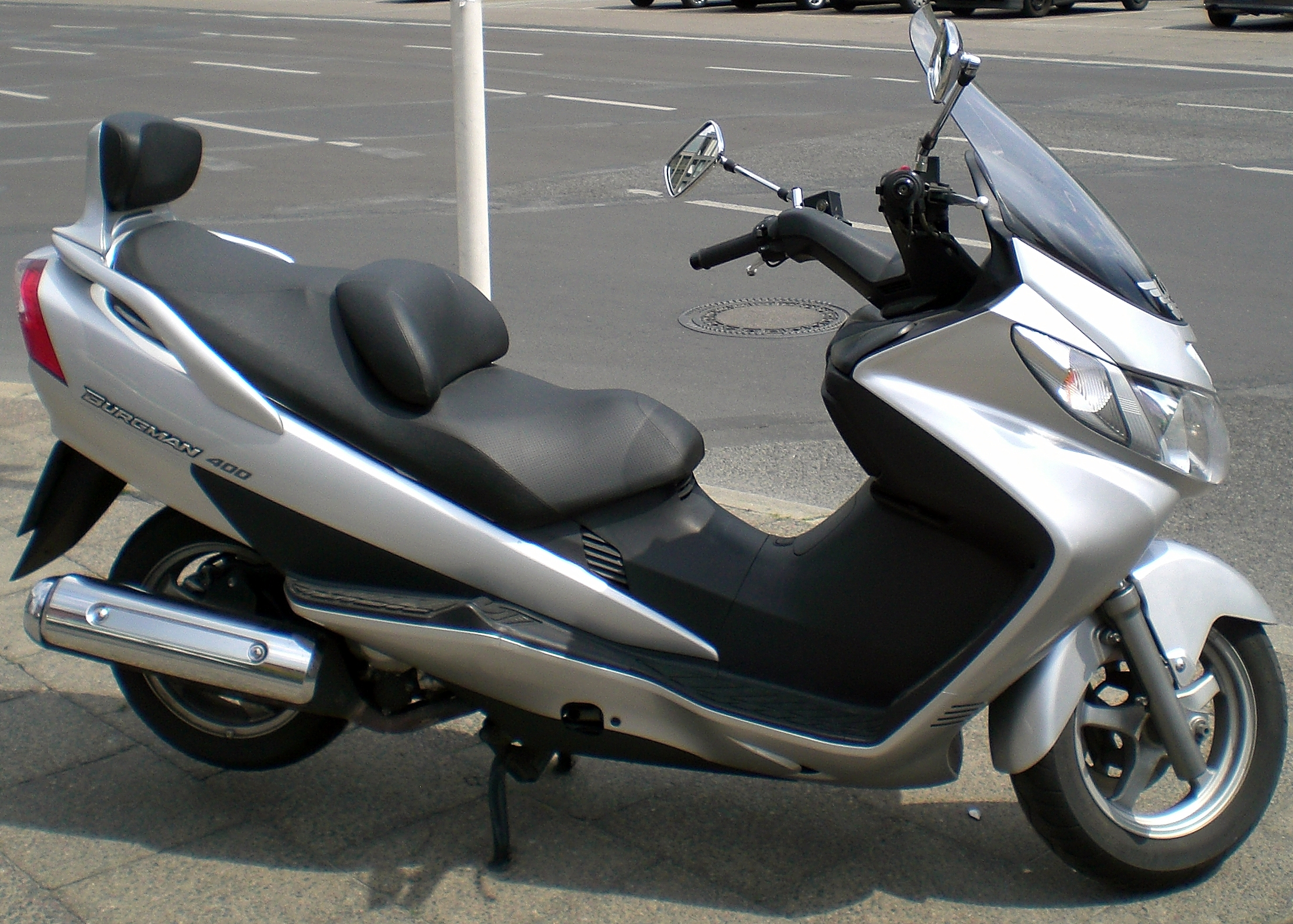
BURGMAN400（日本国外仕様）2002年式

2灯式マルチリフレクターヘッドライトを採用するなど外装を刷新し、ビッグスクーター初となるフューエルインジェクションを採用した。
2002年にフルモデルチェンジ。グレードについては250/400共に、ロングスクリーン等を特徴とするグレード名なしのモデル（以下、便宜上「スタンダード版」と記載）が発売されたのち、ショートスクリーン等のメーカーカスタムを特徴とする「タイプS」が順次発売された。また、スタンダード版をベースにグリップヒーター等を装備した「Limited」も後にラインナップに加えられた。
2005年には、タイプSをベースにスクリーンレスのフロントマスクやインチバーハンドル、スムージングシートが与えられたメーカーカスタム仕様の「スカイウェイブSS 250」/「スカイエウェイブSS 400」が追加発売された。

### 第三世代（CJ44A / CJ45A / CJ46A / CK44A / CK45A）

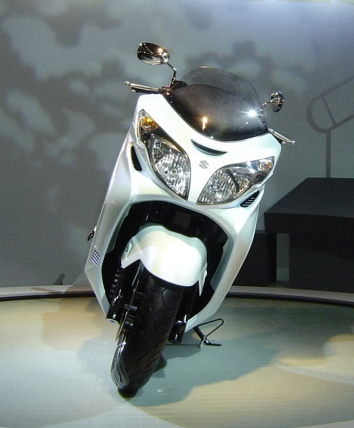
SKYWAVE250 TypeS 2006年式

エンジンのDOHC化やフロントホイールの14インチ化、フロントブレーキのダブルディスク化（但し400のみ。後年にはABSも追加搭載）などの基本性能の強化のほか、ビッグスクーター最大となる63Lのシート下トランクスペース、スズキ車として初搭載となるスマートキーシステムの搭載など利便性にも配慮されたモデルとなる。
2006年にモデルイヤーとしては2007年式(K7)としてフルモデルチェンジ。メーカーカスタム仕様である250タイプSが先行して発売されたが、その400cc版である400タイプSや、ロングスクリーン等を特徴とするスタンダード版の250/400、スタンダード版をベースにグリップヒーター・ナックルガード・シートヒーター等を装備した冬季仕様である250Limited/400Limitedが同年から翌年にかけて順次ラインナップに追加された。
2007年にタイプSをベースに電子制御CVTであるSECVTを搭載した、「タイプM」がラインナップに追加された。当初はノーマル/パワー/7MT(自動的にシフトアップを行なう「MTアシストモード」のオンオフ可能)の3モードであったが、2008年モデルからはノーマル/パワー/7AT/7ATパワー/7MTアシストの5モードとなった。
2008年には旧型ボディベースのまま生産・販売が継続されてきた、「スカイウェイブSS」がフルモデルチェンジされた。400ccモデルが廃止されたため、車名からは排気量を示す数字が削除された。また、同年には250タイプSをベースとしてスマートキーを廃止した廉価版である「タイプSベーシック」がラインナップに追加された。
細部の仕様変更やボディカラーの変更、ラインナップの整理などを繰り返しつつ10年以上にわたり継続販売されていたが、2017年9月、継続生産車への平成28年自動車排出ガス規制適用により、メーカーから生産終了が発表された。後継モデルはバーグマン400 ABSとなり、250ccモデルは消滅した。
最終的には、モデルライフ中に廃止となったグレードを含めると以下のバリエーションが存在する。
- 250 / 400
- 250Limited / 400Limited
- 250タイプS / 400タイプS
- 250タイプM
- 250SS
- 250タイプSベーシック

## SKYWAVE 650 / LX
発売当時は世界最大のスクーターといえる車種であり、638 cc DOHC直列2気筒を搭載。トランスミッションには二輪車初となる電子制御CVTのSECVTを搭載し、ドライブモードとパワーモード、5速MTモード（後に6速化）との切り換えが可能。
また、一般的なスクーターはエンジンと駆動系およびリアタイヤを一体で懸架したユニットスイングを採用しているが、当モデルは一般的なオートバイと同様にエンジンをフレームにマウントし、スイングアームにてリアタイヤを懸架している。
余談ではあるが、大型自動二輪車オートマチック限定免許の排気量上限が650 ccに設定されたのは、制度が決定された当時、国内で販売されている二輪AT車の最大排気量であったこの車両を基準にされたためである。また、他に試験車として使用できる車両が当時存在しなかったことから、必然的に全国の自動車教習所や運転免許試験場に教習車や試験車として導入されることになった。

### 第一世代（CP51A / CP52A）
2002年に発売された。

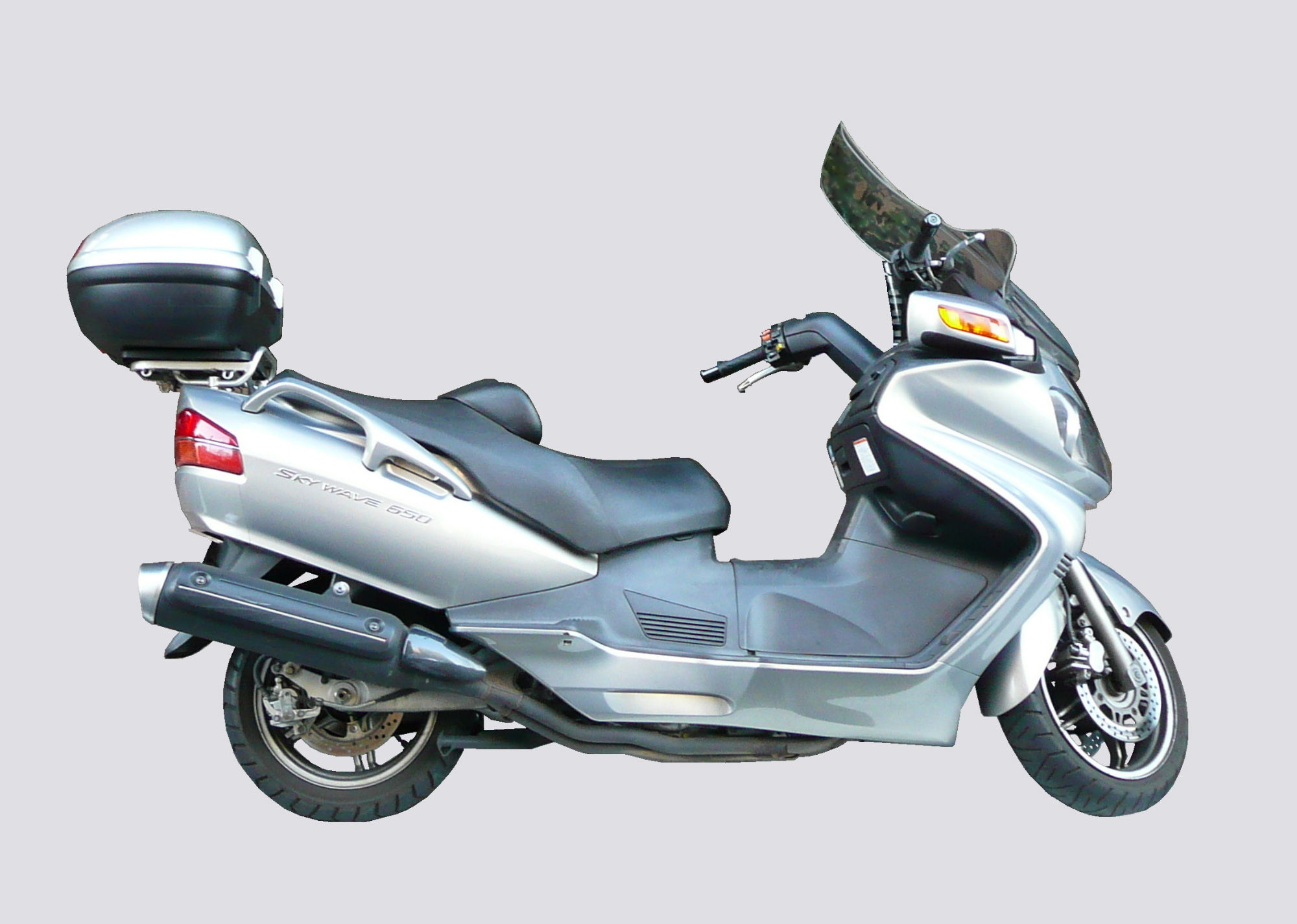
SKYWAVE650（第一世代）

2004年に電動格納ミラー、大型バックレスト、ABSを装備し、サイレンサーカバーなど各所にメッキ加飾を施した上級グレードの「LX」シリーズがラインナップに追加された。
2005年にビッグマイナーチェンジが行われ、SECVTのMTモードにオーバードライブが追加され6速化されたほか、イモビライザーの装備やメーターパネルに外気温計や燃費計が追加されるなど、各種装備が見直された。また、LXにおいては、スクーター初となる電動可動式スクリーンが新たに搭載された。
2008年にラインナップが整理され、LXに統一された。
2011年にはメーターパネルのデザイン変更などのマイナーチェンジを受けている。

### 第二世代（CP52A）
2013年には初のフルモデルチェンジを受け、エクステリアデザインの刷新やエンジンおよび駆動系の改良、メーターパネルのアナログ化などが行われた。なお、型式はCP52Aのままとなる。
2017年には平成28年排出ガス規制対応が行われ、その後も継続販売されていたが、2018年メーカーから生産終了が発表された。

## 関連車種

### エプシロン250
第一世代および第二世代モデルのスカイウェイブ250タイプSはエプシロン250として川崎重工業汎用機カンパニー（現：カワサキモータース）にOEM供給され、アヴェニス150ベースのエプシロン150と併せカワサキブランド唯一のスクーターモデル群として販売された。しかし、カワサキ・スズキ両社のOEM提携解消が発表され、2007年に相互OEM車種の販売も終了したのに併せ、エプシロンもカタログラインアップから姿を消した。